# M'Battra
M'Battra est un village situé dans le Sud de la Côte d'Ivoire, dans la sous-préfecture de Grand-Morié. Il appartient au département d'Agboville et dans la Région de Agnéby-Tiassa.